# Saison 1 de Secrets d'histoire
La première saison de Secrets d'histoire est une émission de télévision historique présentée par Stéphane Bern.
Elle est diffusée du 30 septembre au 2 décembre 2007 sur France 2.

## Principe de l’émission
Chaque numéro retrace la vie d'un grand personnage de l'Histoire et met en lumière des lieux hautement emblématiques du patrimoine.
Les émissions sont constituées de différents reportages intégrants des longs métrage, des images d'archives ou encore des gravures.
Entre chaque reportage, Stéphane Bern s'entretient avec différents spécialistes (historiens, écrivains, chercheurs etc…) au cours de débats en plateaux tournés au sein de la bibliothèque royale de Versailles,.

## Liste des épisodes inédits

### Napoléon est-il mort empoisonné?

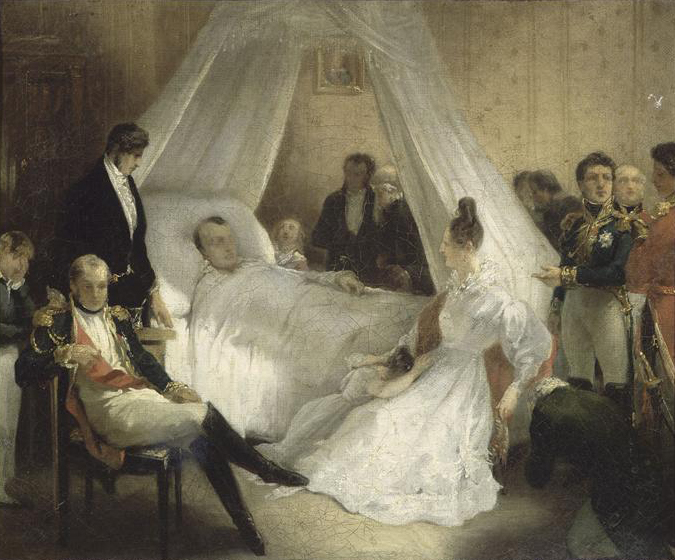
Mort de Napoléon, tableau de Charles de Steuben (vers 1828).

#### Description
Ce numéro se penche sur les causes de la mort de l’empereur Napoléon Ier à Sainte-Hélène le 5 mai 1821, qui ont fait l'objet de nombreux débats,.
Au travers de différents reportages entrecoupés de débats avec des spécialistes, l’émission retrace son destin : celui d’un homme d’état, stratège militaire et amoureux des femmes.
Alors que la thèse d’une mort naturelle due à un cancer de l’estomac a longtemps été retenue, l’émission revient sur les autres hypothèses qui sont évoquées par certains historiens, et notamment celles d’un empoisonnement à la mort au rat ou encore l’arsenic dont certaines traces ont été trouvées dans des mèches de cheveux de l’empereur,.

#### Première diffusion
- France : 30 septembre 2007

#### Liste des principaux intervenants
- Jean Tulard - historien
- Bruno Roy-Henry - historien
- Jacques-Olivier Boudon - historien et président de l'Institut Napoléon
- Thierry Lentz - directeur de la fondation Napoléon
- René Maury - écrivain
- Christophe Beyeler - conservateur du Musée de Fontainebleau
- Bernard Chavallier - conservateur
- Jean François Lemaire - docteur en médecine et en Histoire
- Clémentine Portier-Kaltenbach – journaliste et chroniqueuse d’histoire
- Pascal Kintz - docteur toxicologue
- Yvan Ricordel - directeur de toxicologie de la préfecture de police de Paris
- Dominique de Villepin - ancien premier ministre et biographe
- Philippe Torreton - acteur ayant incarné Napoléon
- Antoine de Caunes - cinéaste[6],[7]

### Jeanne d'Arc a-t-elle été trahie par le roi?

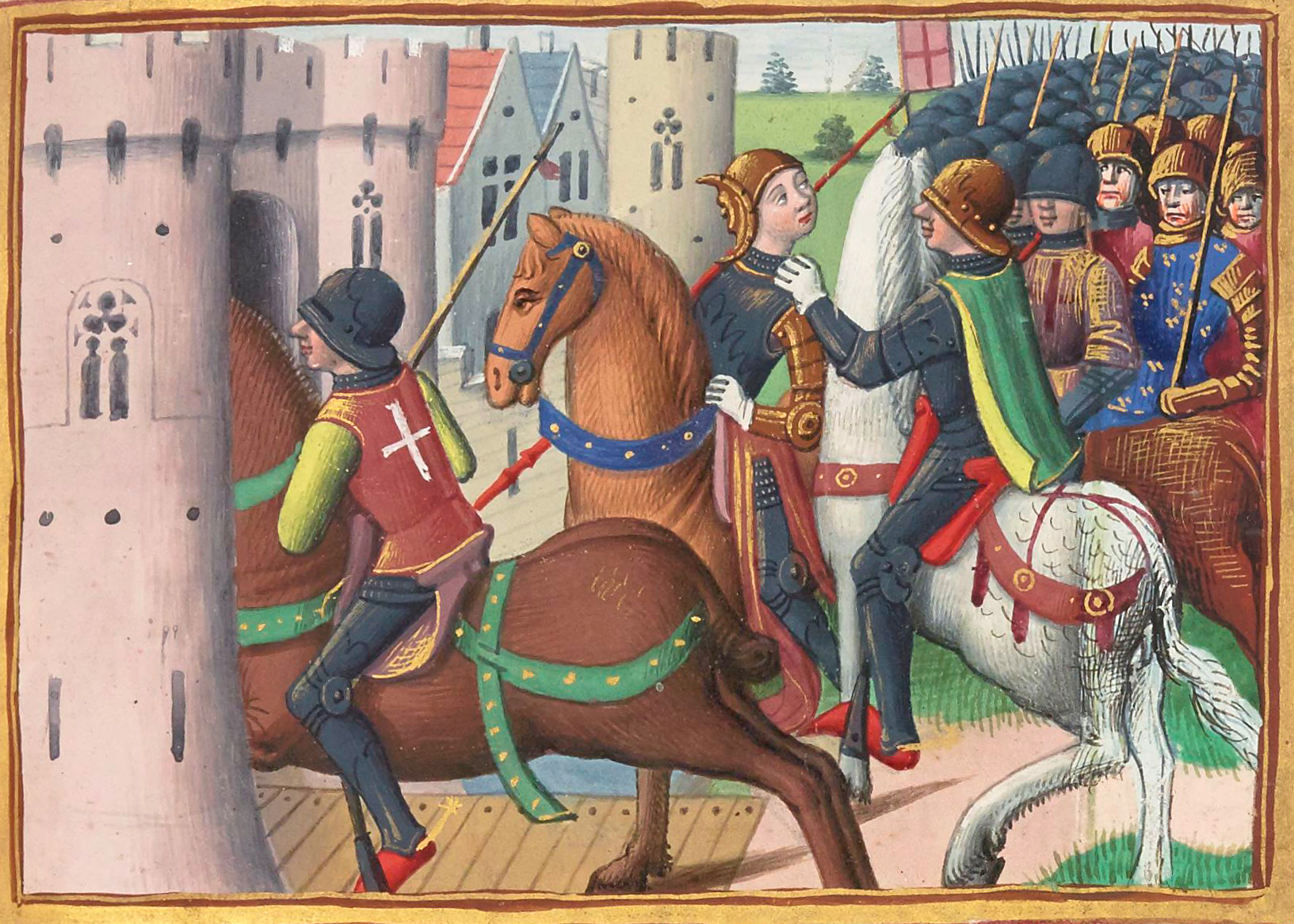
Les Bourguignons capturent Jeanne d'Arc lors du siège de Compiègne (Miniature extraite des Vigiles de Charles VII de Martial d'Auvergne.)

#### Description
Ce numéro se penche sur le destin de Jeanne d’Arc, héroïne de l'histoire de France durant la guerre de Cent Ans.
Au travers de différents reportages entrecoupés de débats avec des spécialistes, l’émission retrace les grandes étapes de son épopée : son enfance à Domrémy, sa rencontre avec le dauphin, la libération d’Orléans, le couronnement du roi Charles VII, sa capture par les Bourguignons, son procès et enfin sa mort sur le bûcher à Rouen,.
L’émission tente également d’éclaircir la posture de Charles VII au moment de son procès, et revient sur l'image que cette dernière a véhiculé à travers les siècles,.

#### Première diffusion
- France : 7 octobre 2007

#### Liste des principaux intervenants
- Philippe Contamine - historien
- Olivier Bouzy - historien médiéviste
- Colette Beaune - historienne médiéviste et biographe
- Sylvain Piron - historien à l'EHESS
- Isabelle Heullant-Donat – historienne et professeur d'histoire médiévale à l'Université de Reims
- Jean-Philippe Genet - historien et professeur d'histoire médiévale à l'Université de Paris I-Sorbonne
- Clémentine Portier-Kaltenbach - journaliste et chroniqueuse d’histoire
- Marcel Gay - journaliste et écrivain
- Michel de Grèce – écrivain
- Philippe Charlier - médecin légiste et paléopathologiste
- Sandrine Bonnaire - actrice ayant incarné Jeanne d’Arc
- Philippe Penguy - directeur de combats et professeur d'escrime[9],[11]

### Pourquoi Cléopâtre s'est-elle suicidée?

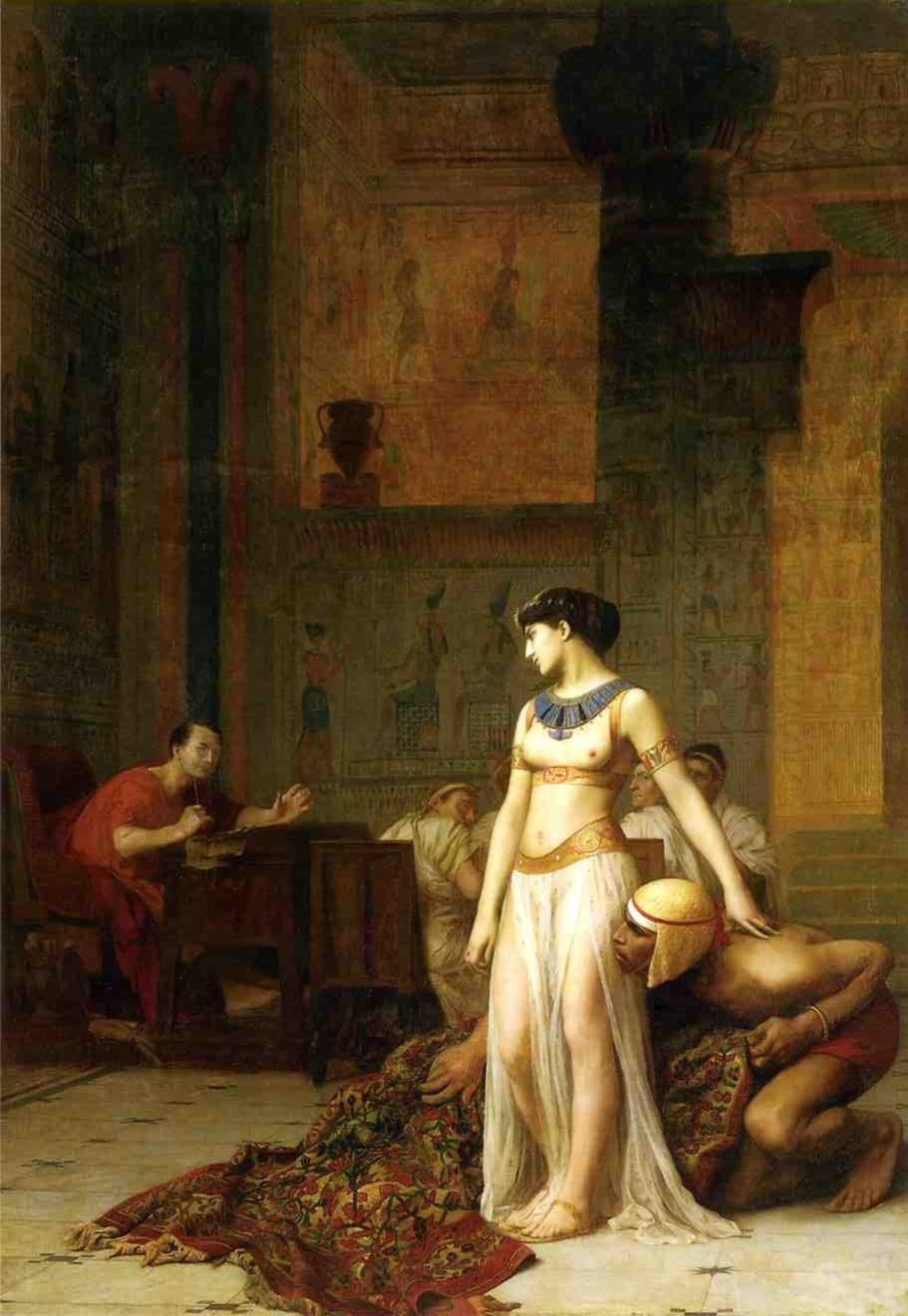
Cléopâtre et César par Jean-Léon Gérôme, 1866.

Titre original : Cléopâtre pouvait-elle échapper au suicide ?

#### Description
Ce numéro se penche sur la vie de Cléopâtre VII, dernière reine d'Égypte et l’une des femmes les plus célèbres de l'Antiquité, ainsi que sur sa mort en 30 avant J.C,.
Au travers de différents reportages entrecoupés de débats avec des spécialistes, l’émission retrace les grandes étapes de sa vie : sa rencontre avec Jules César, sa relation passionnelle avec Marc Antoine, la défaite des deux amants contre Octave, la mort de Marc-Antoine puis son suicide,.
L’émission revient sur les circonstances de sa mort, tout en tentant de percer les secrets de sa personnalité, celle d’une femme fatale devenue un mythe parfois utilisé par la publicité de nos jours,.

#### Première diffusion
- France : 7 octobre 2007

#### Liste des principaux intervenants
- Maurice Sartre - historien spécialiste du monde grec et romain oriental
- Christiane Desroches Noblecourt - égyptologue.
- Michel Chauveau - historien spécialiste de l'Egypte ptolémaïque
- Paul Marius Martin - historien
- Jean-Louis Voisin – historien
- Isabelle Heullant-Donat - historienne
- Georges Minois - historien
- François Laroque – universitaire
- Hortense Dufour - romancière
- Irène Frain – romancière
- Violaine Vanoyeke - romancière
- Clémentine Portier-Kaltenbach – journaliste et chroniqueuse d’histoire
- Philippe Charlier - médecin légiste et paléopathologiste[14],[15]

### Pourquoi a-t-on assassiné Sissi l'impératrice?

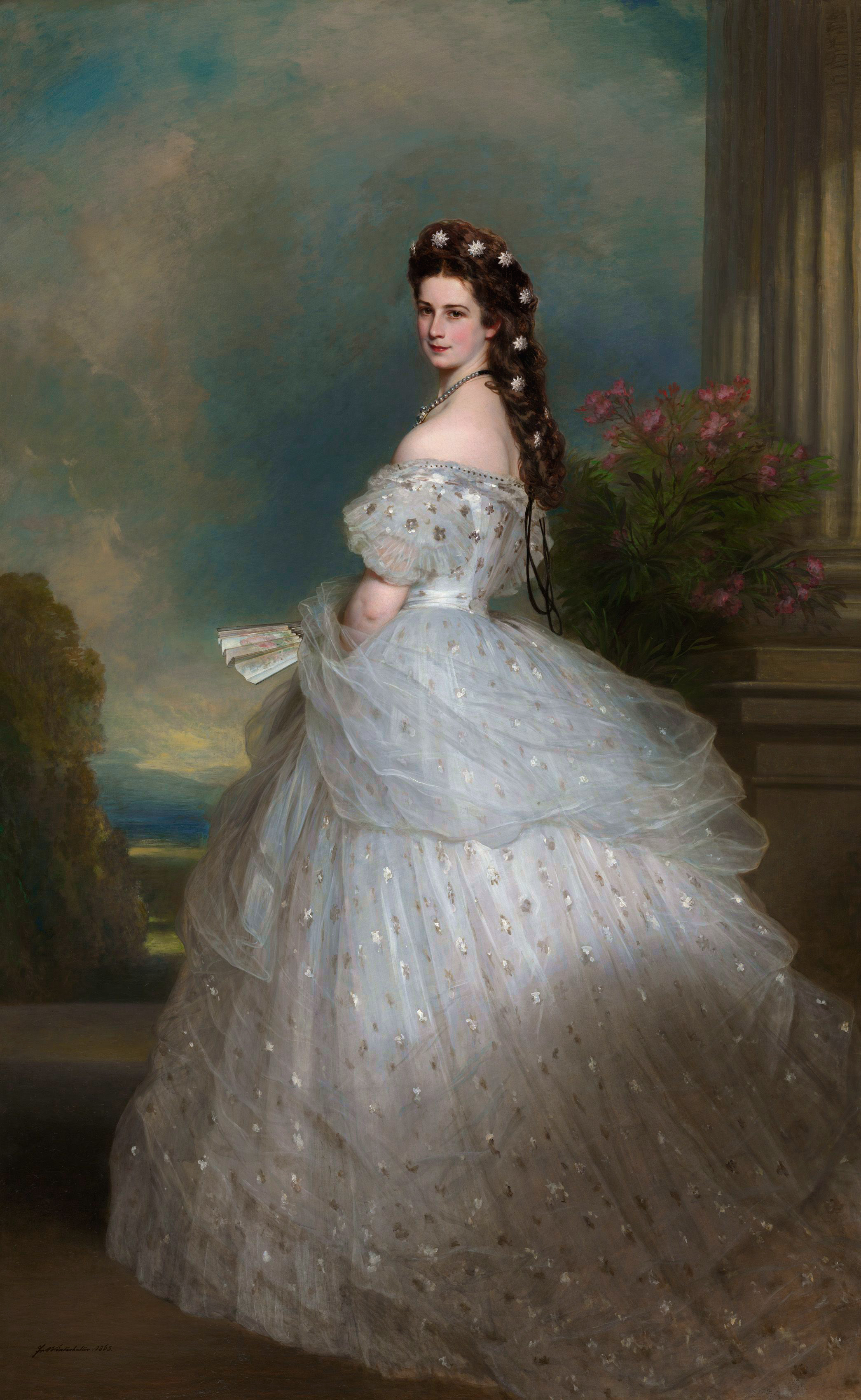
Portrait de l'impératrice Sissi par Winterhalter en 1865.

Titre original : Pourquoi Sissi a-t-elle été assassinée ?

#### Description
Ce numéro se penche sur l’assassinat d’Élisabeth de Wittelsbach, impératrice d’Autriche et reine de Hongrie, plus connue sous le surnom de « Sissi », par un anarchiste le 10 septembre 1898.
Au travers de différents reportages entrecoupés de débats avec des spécialistes, l’émission revient sur les circonstances de son assassinat, lorsque l’impératrice quitte l'hôtel Beau-Rivage, à Genève, le 10 septembre 1898.
L’émission tente également d’éclaircir la personnalité de son assassin, Luigi Luccheni, un homme mégalomane et psychiquement perturbé, et d’expliquer les raisons de son geste qui restent assez floues, entre anarchisme et volonté de se faire un nom en assassinant une personnalité.

#### Première diffusion
- France : 21 octobre 2007

#### Liste des principaux intervenants
- Jean des Cars - historien et biographe
- Emmanuel de Waresquiel - historien spécialiste du XIXe siècle
- Jérôme Zieseniss - historien
- Marc Vuilleumier - historien
- Isabelle Heullant-Donat - historienne
- Monica Kurzel-Runtscheiner - conservatrice Musée des Beaux Arts de Vienne
- Santo Cappon - écrivain
- Clémentine Portier-Kaltenbach - journaliste et chroniqueuse d’histoire
- Jean Sévillia - journaliste
- Christophe Bourseiller - journaliste et écrivain
- Michel Rebichon - journaliste cinéma
- Arielle Dombasle - comédienne
- Philippe Charlier - médecin légiste et paléopathologiste.
- Caroline Eliacheff - psychanalyste[17]

### Molière a-t-il écrit ses pièces?

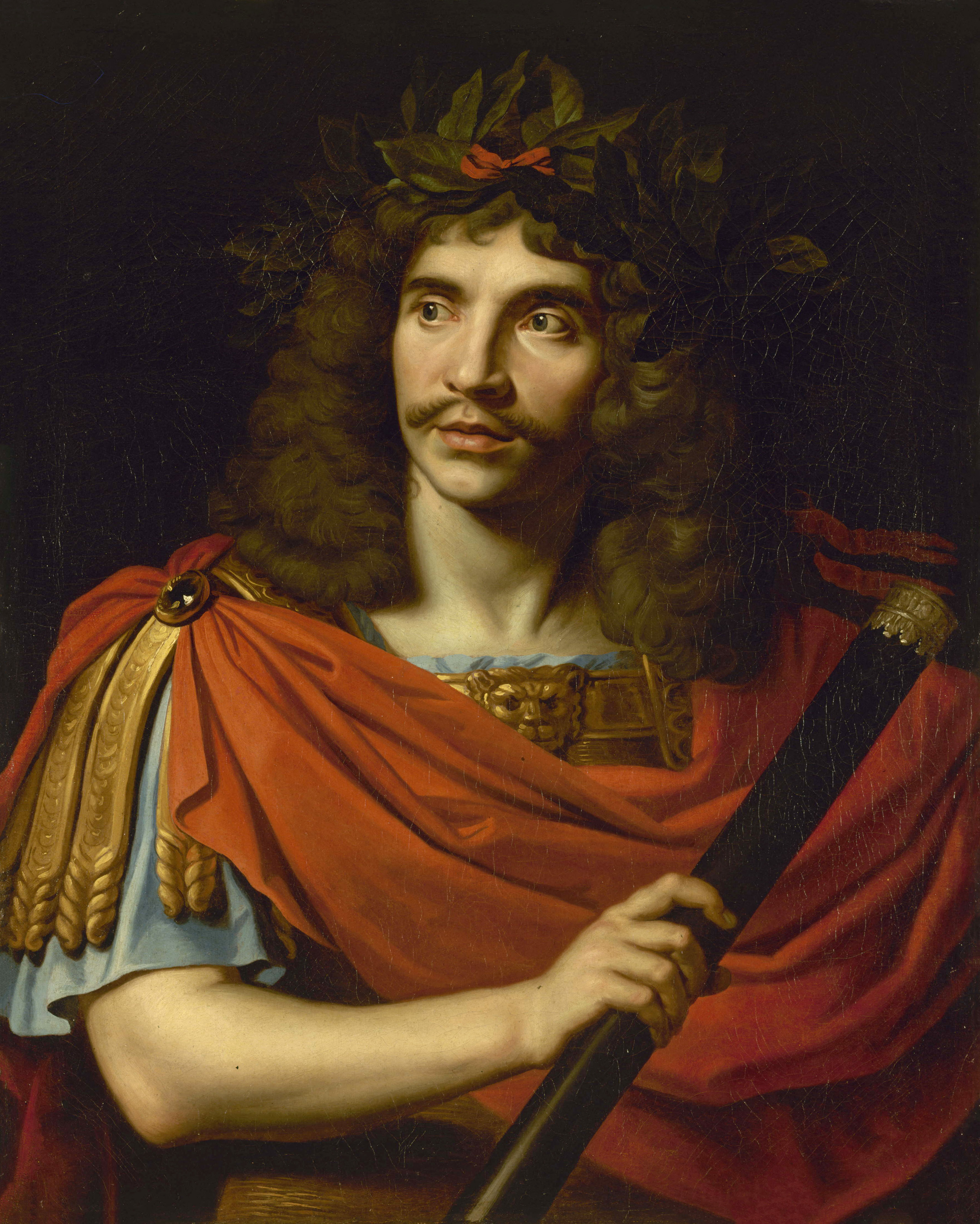
Molière dans le rôle de César dans La Mort de Pompée, portrait attribué à Nicolas Mignard (1658)

#### Description
Ce numéro se penche sur les œuvres écrites par Jean-Baptiste Poquelin, dit Molière, célèbre comédien et dramaturge français du XVIIe siècle,.
Au travers de différents reportages entrecoupés de débats avec des spécialistes, l’émission revient sur les thèses qui ont remis en question la paternité de ses œuvres,.
L’émission revient notamment sur l’étude réalisée en 2003 par Dominique Labbé sur le vocabulaire utilisé dans les œuvres de Molière et de Pierre Corneille, ainsi que sur la thèse selon laquelle Molière, simple comédien, n'aurait été que le prête-nom d'un écrivain plus doué,.

#### Première diffusion
- France : 28 octobre 2007

#### Liste des principaux intervenants
- Jean-Christian Petitfils - historien
- Isabelle Heullant-Donat - historienne
- Georges Forestier - professeur à la Sorbonne et historien du théâtre du XVIIè siècle
- Jacqueline Razgonnikoff - historienne du théâtre
- Claude Alberge - historien
- Mathieu da Vinha - historien et coordinateur du centre de recherche du château de Versailles
- Christophe Mory - écrivain et biographe
- Hippolyte Wouters - écrivain et biographe
- Denis Boissier - écrivain
- Jean-Jacques Lefrère - écrivain
- Claude Bourqui - professeur de littérature française
- Patrick Dandrey - professeur de littérature française
- Dominique Labbé - professeur à l'institut de Sciences politiques de Grenoble
- Véronique Sternberg - Directrice artistique et spécialiste de la comédie du XVIIe siècle
- Clémentine Portier-Kaltenbach - journaliste et chroniqueuse d’histoire
- Delphine Peras - journaliste
- Philippe Charlier - médecin légiste et paléopathologiste
- Francis Perrin - acteur
- Philippe Torreton - acteur[21],[22]

### Marie Stuart: reine martyre ou manipulatrice?

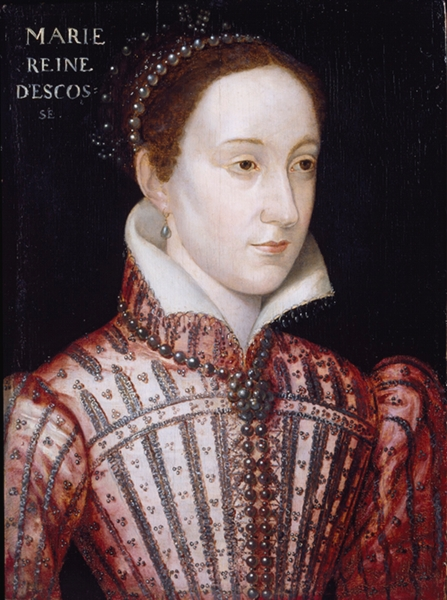
Marie reine d'Écosse par François Clouet.

#### Description
Ce numéro se penche sur la vie et la mort de Marie Stuart, reine de France et d’Ecosse, décapitée à 45 ans pour avoir comploté contre la reine d’Angleterre Élisabeth Ire,.
Au travers de différents reportages entrecoupés de débats avec des spécialistes, l’émission retrace les grandes étapes de sa vie : sa jeunesse à la cour de France, son mariage avec le futur roi de France François II, son retour en Ecosse en 1560, ses déboires amoureux, ainsi que sa rivalité avec sa cousine Élisabeth Ire, qui la perçoit une menace, car Marie est considérée comme l'héritière légitime du trône d'Angleterre par les catholiques,.

#### Première diffusion
- France : 4 novembre 2007

#### Liste des principaux intervenants
- Hortense Dufour - romancière et biographe
- Michel Duchein - historien et biographe
- Bernard Cottret – historien
- David El Kenz - maître de conférences à l'Université de Bourgogne
- François-Joseph Ruggiu – historien
- Jenny Wormald - historienne
- Isabelle Heullant-Donat - historienne
- Clémentine Portier-Kaltenbach - journaliste et chroniqueuse d’histoire
- Philippe Charlier - médecin légiste et paléopathologiste
- Didier Long - metteur en scène
- Isabelle Adjani – actrice[24],[25]

### La Pompadour a-t-elle mené Louis XV à sa perte?

La marquise de Pompadour par Maurice Quentin de La Tour (1748-55).

#### Description
Ce numéro se penche sur le rôle de Jeanne-Antoinette Poisson, marquise de Pompadour et maîtresse du roi de France Louis XV, dans les affaires politiques du royaume ainsi que sur sa place de mécène des arts et des lettres,.
Au travers de différents reportages entrecoupés de débats avec des spécialistes, l’émission retrace les grandes étapes de sa vie : son arrivée à la cour, son ascension fulgurante, sa rivalité avec la reine, son rôle d'ambassadrice des arts et de la mode, ainsi son engagement aux côtés des encyclopédistes,.
L’émission revient enfin sur sa passion pour le luxe et le pouvoir, sa responsabilité dans le déclenchement de la guerre de sept ans, sa proximité avec les milieux d'affaires, le rôle qu’a joué la bourgeoisie dans sa rencontre avec le roi Louis XV, ainsi que les jeux de pouvoir qui existaient à l’époque entre la noblesse et la bourgeoisie.

#### Première diffusion
- France : 25 novembre 2007

#### Liste des principaux intervenants
- Évelyne Lever - historienne et biographe
- Isabelle Heullant-Donat - historienne
- Fabrice d'Almeida - historien
- Franck Ferrand - historien
- Jean-Marie Rouart - historien
- Philippe Zwang - historien
- Arlette Farge - historienne
- Marcel Dorigny - historien
- Comte Charles de Castries - écrivain
- Christian Baulez - conservateur général honoraire du Château de Versailles et des Trianons,
- Jean François Mejanes - conservateur en chef du département des arts graphiques au musée du Louvre
- Pascale Gorguet-Ballesteros - conservateur du patrimoine au musée Galliera
- Jean Goulemot - professeur de littérature à l'université de Tours,
- Francis Roche - secrétaire général du musée de la céramique de Sèvres
- David Cameo - directeur de la manufacture de Sèvres
- Philippe Beaussant - conseiller artistique au Centre de musique baroque de Versailles
- Clémentine Portier-Kaltenbach - journaliste et chroniqueuse d’histoire
- Philippe Charlier - médecin légiste et paléopathologiste[27],[28]

### Louis XVII, l'enfant roi, est-il mort en prison?

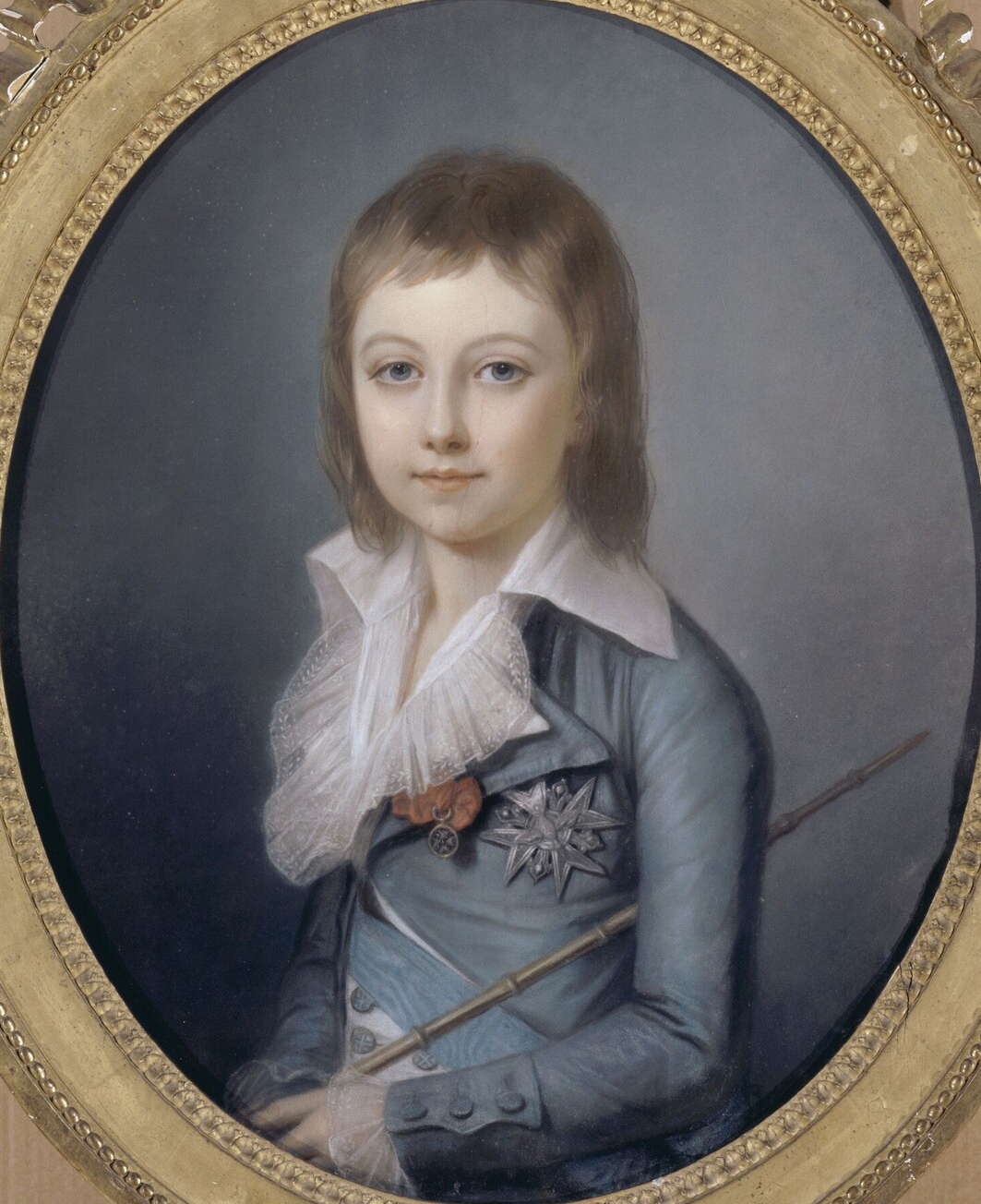
Portrait de Louis XVII par Alexandre Kucharski (1792).

#### Description
Ce numéro se penche sur les mystères entourant l’emprisonnement et la mort en 1795 de Louis XVII, fils du roi de France Louis XVI, durant la Révolution française,.
Au travers de différents reportages entrecoupés de débats avec des spécialistes, l’émission retrace les derniers jours de sa vie : l’arrestation de la famille royale en 1792, l’exécution de son père puis de sa mère, l’éducation qu’il reçoit de la part de son nouveau précepteur, le cordonnier Simon, la longue période durant laquelle il est abandonné dans sa cellule, sa maladie et enfin sa mort à l’âge de dix ans, le 8 juin 1795.
L’émission revient également sur les différentes théories qui ont circulé le lendemain de sa mort, notamment les rumeurs selon lesquelles le dauphin se serait évadé avec la complicité de royalistes qui l’auraient échangé contre un autre enfant.
L’émission revient enfin sur les différents personnages qui ont prétendu être le vrai Louis XVII, en particulier l’horloger prussien Karl-Wilhelm Naundorff, ainsi que les analyses ADN qui ont permis de démontrer que Louis XVII était bien mort en 1795 dans la prison du Temple,.

#### Première diffusion
- France : 2 décembre 2007

#### Liste des principaux intervenants
- Alain Decaux - historien et membre de l'Académie française
- Philippe Delorme - historien et journaliste
- Jean-Clément Martin - historien, spécialiste de la Révolution française
- Annie Duprat - historienne
- Michèle Dumont - historienne
- Philippe Boiry - historien et sociologue
- Paul-Éric Blanrue - historien
- Évelyne Lever - historienne et biographe
- Isabelle Heullant-Donat - historienne
- Fabrice d'Almeida - historien
- Christophe Donner - écrivain et biographe
- Françoise Chandernagor - romancière
- Amélie de Bourbon-Parme - écrivaine et biographe
- Michèle Lorin - écrivaine, spécialiste de Marie-Antoinette.
- Hugues Trousset - avocat
- Gilbert Collard - avocat
- Olivier Pascal - docteur en sciences au laboratoire de génétique moléculaire au CHU de Nantes.
- Jean-Jacques Cassiman - généticien à la faculté de médecine de l'université catholique de Louvain
- Clémentine Portier-Kaltenbach - journaliste et chroniqueuse d’histoire
- Philippe Charlier - médecin légiste et paléopathologiste
- Pierre-Léon Thillaud - médecin et paléopathologiste[30],[32]

## Diffusion
Durant la première saison, les émissions durent plus d'une heure et sont diffusées le dimanche après-midi sur France 2.